# Peta Wilson
Peta Gia Wilson är en skådespelerska, designer och modell från Australien. Hon föddes den 18 november 1970 i storstaden Sydney i New South Wales, Australien. Wilson är troligen mest känd från tv-serien La Femme Nikita. Idag har hon sitt eget produktionsbolag, Sweet Lip Productions.

## Biografi
Under sin barndom flyttade Wilson mycket på grund av pappans jobb. Hon upptäckte då att hon gillade att uppträda, och detta hjälpte henne att bearbeta att hela tiden flytta. Innan Wilson blev en skådespelerska arbetade hon som modell, men skådespeleriet var dock hennes stora kärlek. 2002 födde hon en son som heter Marlowe och hennes nuvarande pojkvän är Damian Harris.